# Estación de Saint-Germain-en-Laye
Saint-Germain-en-Laye es una estación ferroviaria subterránea francesa situada en el municipio homónimo, en el departamento de Yvelines, al oeste de París. Es uno de los terminales de los trenes de cercanías de la línea A del RER.

## Historia
Entusiasmados por el éxito cosechado por la línea Saint-Étienne - Lyon, una de las primeras en construirse en Francia, las autoridades de París decidieron crear la primera línea férrea de Isla de Francia. El trazado elegido fue París - Saint-Germain-en Laye, lugar muy apreciado por los habitantes de la capital para sus paseos dominicales. Además, la línea se configuró también como primer eslabón de la línea París - Rouen, considerada esencial en la época. Los 19 primeros kilómetros del trazado se realizaron rápidamente dada la sencillez del terreno llegando hasta el puerto fluvial del Pecq. Aunque sólo quedaban dos kilómetros para alcanzar Saint-Germain-en-Laye la línea se vio obligada a detenerse ahí por el fuerte desnivel situado a los pies del municipio. 
Las obras, sin embargo, no tardaron en retomarse con la aparición de la técnica del ferrocarril atmosférico, importada de Inglaterra, y que sí permitía salvar los problemas generados por el desnivel. De esta forma, el 15 de abril de 1847 su pudo inaugurar la estación, concluyendo unas obras iniciadas diez años antes. 
La estación fue incorporada al RER en 1972 formando parte de la primera prolongación hacia la periferia de la línea A.

## Descripción
La estación es subterránea. Inicialmente no lo era pero se optó por soterrar parte de la línea y la estación para potenciar el entorno.
Se compone de dos andenes curvados, uno central y otro lateral y de tres vías. 

## Servicios ferroviarios
Los trenes de cercanías de la línea A del RER circulan a razón de un tren cada 10 minutos, reduciéndose a 15 minutos en horario nocturno. 